# Округ Клеј (Џорџија)
Округ Клеј (енгл. Clay County) је округ у америчкој савезној држави Џорџија.

## Демографија
По попису из 2010. године број становника је 3.183, што је 174 (-5,2%) становника мање 2000. године.
| Група             | 2000.         | 2010.         |
| Белци             | 1.282 (38,2%) | 1.188 (37,3%) |
| Афроамериканци    | 2.030 (60,5%) | 1.923 (60,4%) |
| Азијати           | 9 (0,3%)      | 10 (0,3%)     |
| Хиспаноамериканци | 32 (1,0%)     | 26 (0,8%)     |
| Укупно            | 3.357         | 3.183         |